# Joseph Anton Xaver von Waldburg-Wolfegg-Waldsee
Joseph Anton Xaver von Waldburg-Wolfegg-Waldsee, I principe di Waldburg-Wolfegg-Waldsee (Waldsee, 21 febbraio 1766 – Waldsee, 3 aprile 1833), è stato un principe e politico tedesco.

## Biografia
Joseph Anton era figlio del conte Gebhard von Waldburg-Wolfegg-Waldsee (1727–1791) e di sua moglie, la contessa Maria Clara von Königsegg-Aulendorf (1733–1796). Nel 1803, Joseph Anton venne elevato al rango di principe imperiale come gli altri rappresentanti dei rami della sua casata, dopo il pagamento della somma totale di 90.000 fiorini al Sacro Romano Impero, sperando così di evitare la mediatizzazione del proprio stato. Tuttavia, l'evento si verificò lo stesso nel 1806, e Joseph Anton si trovò sottomesso coi suoi domini al regno di Württemberg anche se avrebbe preferito, come ebbe modo di scrivere al suo cancelliere von Sonnethal nel marzo 1806, passare sotto il governo dal regno di Baviera.
Joseph Anton, che pure mostrò meno attaccamento al trono di suo cugino Max Wunibald von Waldburg-Zeil e che ebbe invece una maggiore inclinazione per una vita più ritirata e più "borghese", si sottomise anche se riluttante e cristianamente rassegnato, al regno appena costituito. Secondo l'articolo 24 della costituzione della Confederazione del Reno di cui il Württemberg faceva parte, i suoi territori avrebbero  beneficiato di uno status particolare da parte di re Federico. La consegna formale dei territori ebbe luogo l'11 settembre 1806 nel castello di Wolfegg, di fronte all'aiutante generale di Napoleone e al commissario del Württemberg, Eugen von Maucler. Invece all'omaggio al sovrano previsto per il 6 gennaio 1807 a Stoccarda, il principe Joseph Anton non si presentò per malattia.
Il passaggio non fu dei più semplici. Contrariamente alle disposizioni della Confederazione del Reno, i decreti del 10 maggio 1809 privarono i nobili del Württemberg dell'esenzione fiscale, della giurisdizione patrimoniale e del potere di disporre di una propria polizia. Come molti altri ex feudatari di territori dell'impero, Joseph Anton si sentì politicamente impotente, economicamente rovinato e personalmente umiliato da questo passaggio, pur decidendo ancora una volta di non agire. Al Congresso di Vienna del 1815 si batté per il ritorno in potere dei propri territori, e pur non riuscendovi ottenne comunque importanti privilegi personali come il mantenimento di tutti i possedimenti della sua casata, la giurisdizione patrimoniale e forestale, i diritti di patronato e l'esenzione dal servizio militare. Dal 1815 al 1819, il principe Joseph Anton ebbe inoltre il diritto di votare alle riunioni del consiglio di Stoccarda per redigere la costituzione del regno del Württemberg. Tuttavia, non si recò mai personalmente a queste riunioni, venendo sempre rappresentato da un suo delegato. Dal 1819 fino alla sua morte ebbe un seggio alla Camera dei Signori del Württemberg, ma non vi presenziò mai personalmente.
Negli ultimi anni ridusse ulteriormente i propri contatti in società, ritirandosi a vita privata dopo la traumatica esperienza della mediatizzazione di cui ancora portava le conseguenze. Morì nel 1833.

## Matrimonio e figli

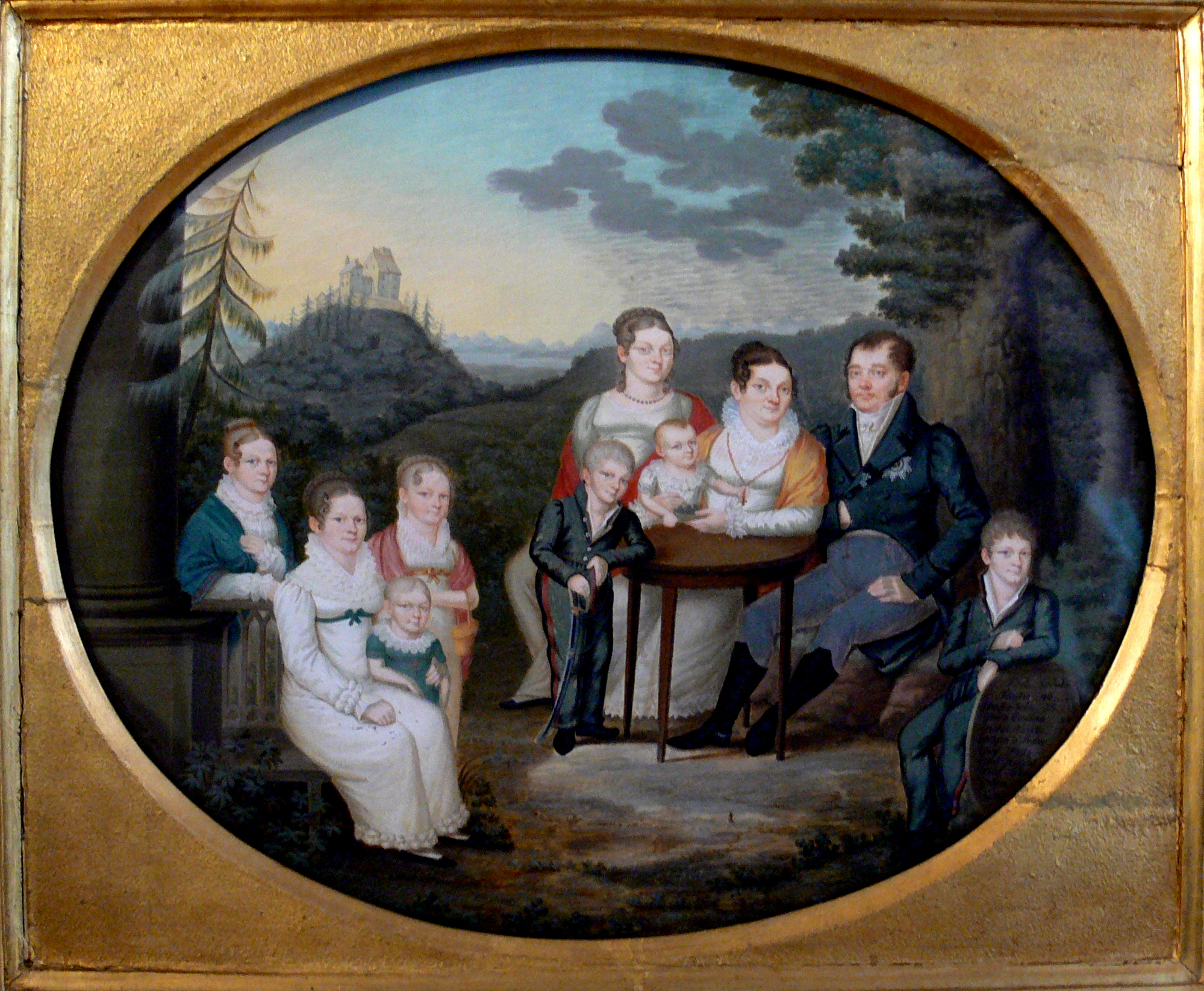
La famiglia del principe di Waldburg-Wolfegg-Waldsee in una miniatura d'inizio Ottocento

Nel 1791 Joseph Anton sposò la contessa Maria Josepha Fugger von Babenhausen (1770-1848), vedova di suo cugino, il conte ereditario Leopold von Waldburg-Wurzbach. Da questo matrimonio nacquero 19 figli:
- Maria Walburga Josefa Theresia Carolina (6 dicembre 1791 - 5 giugno 1853), sposò il 26 agosto 1810 il principe Franz Joseph August von Salm-Reiferscheit-Dieck (1775 – 1826)
- Maria Carolina Clara Josefa (30 dicembre 1792, Wolfeg - 7 settembre 1845, Costanza), sposò a Waldsee il 22 aprile 1817 il barone Johann Nepomuk Otto Reichlin von Meldeg (1771 – 1850)
- Maria Josefa Carolina Augusta Crescentia (22 luglio 1794 - 27 novembre 1794)
- Carl Johann Nepomuk Joseph Gebhard Wunibald (20 giugno 1795 - 28 ottobre 1795)
- Anton Gebhard Karl Joseph (30 maggio 1796 - 3 agosto 1796)
- Gebhard Joseph Carl Eusebius (14 agosto 1797 - 30 novembre 1801)
- Anton Wunibald Joseph Karl Alois Eusebius (9 dicembre 1798 - 21 dicembre 1800)
- Maria Anna Bernardina Josefa Eusebia (9 novembre 1799 - 30 dicembre 1856)
- Josef Georg (13 maggio 1801 - 20 luglio 1801)
- Maria Teresa Josefa (8 maggio 1802 – ?)
- Josef Anton Willibald (14 luglio 1803 - 23 luglio 1803)
- Maria Wilhelmina Josefa Walburga (22 agosto 1804 - 10 agosto 1873)
- Maria Julia Aloysia Walburga (14 ottobre 1805 – ?)
- Matilda Friederica Wilhelmina (*/† 10 maggio 1807)
- Friedrich Carl Joseph (13 agosto 1808, Waldsee - 22 aprile 1871, Wolfeg), II principe di Waldburg-Wolfeg-Waldsee, sposò il 9 ottobre 1832 ad Aullendorf la contessa Elisabeth von Königsegg-Aullendorf (14 aprile 1812, Budapest - 29 maggio 1886, Palazzo Zeil)
- August Friedrich Wilhelm Gebhard Willibald (29 agosto 1809 - 25 maggio 1835)
- Franz Joseph Ludwig Willibald Eusebius (29 luglio 1814 - 31 marzo 1842)
- Maria Sidonia Antonia Josefa (7 ottobre 1815 - 12 maggio 1879)
- Maria Catharina (*/† 25 aprile 1817)

## Ascendenza
|                                                 |                               |                                                                          | Genitori                                               |  |  | Nonni |  |  | Bisnonni                                 |  |  | Trisnonni                                    |  |
|                                                 |                               |                                                                          |                                                        |  |  |       |  |  | Johann Maria Franz Eusebius von Waldburg |  |  | Maximilian Willibald von Waldburg zu Wolfegg |  |
|                                                 |                               |                                                                          |                                                        |  |  |       |  |  | Johann Maria Franz Eusebius von Waldburg |  |  | Maximilian Willibald von Waldburg zu Wolfegg |  |
|                                                 |                               | Claire Isabelle d'Arenberg                                               |                                                        |  |  |       |  |  | Johann Maria Franz Eusebius von Waldburg |  |  |                                              |  |
| Maximilian Maria von Waldburg zu Waldsee        |                               |                                                                          |                                                        |  |  |       |  |  | Johann Maria Franz Eusebius von Waldburg |  |  |                                              |  |
|                                                 |                               | Maria Anna Fugger von Nordendorf                                         | Sebastian Fugger von Nordendorf                        |  |  |       |  |  |                                          |  |  |                                              |  |
|                                                 |                               | Maria Anna Fugger von Nordendorf                                         | Sebastian Fugger von Nordendorf                        |  |  |       |  |  |                                          |  |  |                                              |  |
|                                                 |                               | Maria Anna Fugger von Nordendorf                                         | Maria Claudia Humpis von Waltrams                      |  |  |       |  |  |                                          |  |  |                                              |  |
| Gebhard von Waldburg-Wolfegg-Waldsee            |                               | Maria Anna Fugger von Nordendorf                                         |                                                        |  |  |       |  |  |                                          |  |  |                                              |  |
|                                                 |                               | Franz Anton von Ulm zu Erbach                                            | Gallus von Ulm zu Sulmentingen und Bach                |  |  |       |  |  |                                          |  |  |                                              |  |
|                                                 |                               | Franz Anton von Ulm zu Erbach                                            | Gallus von Ulm zu Sulmentingen und Bach                |  |  |       |  |  |                                          |  |  |                                              |  |
|                                                 |                               | Franz Anton von Ulm zu Erbach                                            | Maria Elisabeth von Welden                             |  |  |       |  |  |                                          |  |  |                                              |  |
| Maria Eleonore von Ulm zu Erbach                |                               | Franz Anton von Ulm zu Erbach                                            |                                                        |  |  |       |  |  |                                          |  |  |                                              |  |
|                                                 |                               | Maria Anna Klara von Elsenheim                                           |                                                        |  |  |       |  |  |                                          |  |  |                                              |  |
|                                                 |                               |                                                                          |                                                        |  |  |       |  |  |                                          |  |  |                                              |  |
|                                                 |                               |                                                                          |                                                        |  |  |       |  |  |                                          |  |  |                                              |  |
| Joseph Anton Xaver von Waldburg-Wolfegg-Waldsee |                               |                                                                          |                                                        |  |  |       |  |  |                                          |  |  |                                              |  |
|                                                 | Franz von Königsegg-Aulendorf | Anton Eusebius von Köningsegg-Aulendorf                                  |                                                        |  |  |       |  |  |                                          |  |  |                                              |  |
|                                                 | Franz von Königsegg-Aulendorf | Anton Eusebius von Köningsegg-Aulendorf                                  |                                                        |  |  |       |  |  |                                          |  |  |                                              |  |
|                                                 | Franz von Königsegg-Aulendorf | Dorothea Genoveva von Thun-Castelthun                                    |                                                        |  |  |       |  |  |                                          |  |  |                                              |  |
| Karl Sigfried von Königsegg-Aulendorf           | Franz von Königsegg-Aulendorf |                                                                          |                                                        |  |  |       |  |  |                                          |  |  |                                              |  |
|                                                 |                               | Maria Antonia Breunner                                                   | Siegfried Christoph Breunner                           |  |  |       |  |  |                                          |  |  |                                              |  |
|                                                 |                               | Maria Antonia Breunner                                                   | Siegfried Christoph Breunner                           |  |  |       |  |  |                                          |  |  |                                              |  |
|                                                 |                               | Maria Antonia Breunner                                                   | Maria Barbara Breunner                                 |  |  |       |  |  |                                          |  |  |                                              |  |
| Maria Clara von Königsegg-Aulendorf             |                               | Maria Antonia Breunner                                                   |                                                        |  |  |       |  |  |                                          |  |  |                                              |  |
|                                                 |                               | Franz Albrecht zu Oettingen-Spielberg, I principe di Oettingen-Spielberg | Johann Franz zu Oettingen-Spielberg                    |  |  |       |  |  |                                          |  |  |                                              |  |
|                                                 |                               | Franz Albrecht zu Oettingen-Spielberg, I principe di Oettingen-Spielberg | Johann Franz zu Oettingen-Spielberg                    |  |  |       |  |  |                                          |  |  |                                              |  |
|                                                 |                               | Franz Albrecht zu Oettingen-Spielberg, I principe di Oettingen-Spielberg | Ludovica Rosalia von Attems                            |  |  |       |  |  |                                          |  |  |                                              |  |
| Marie Friederike zu Oettingen-Spielberg         |                               | Franz Albrecht zu Oettingen-Spielberg, I principe di Oettingen-Spielberg |                                                        |  |  |       |  |  |                                          |  |  |                                              |  |
|                                                 |                               | Johanna Margarethe von Schwendi                                          | Franz Ignaz von Schwendi zu Hohenlandsberg und Camberg |  |  |       |  |  |                                          |  |  |                                              |  |
|                                                 |                               | Johanna Margarethe von Schwendi                                          | Franz Ignaz von Schwendi zu Hohenlandsberg und Camberg |  |  |       |  |  |                                          |  |  |                                              |  |
|                                                 |                               | Johanna Margarethe von Schwendi                                          | Maria Margarete Fugger-Kirchberg-Weissenhorn-Glött     |  |  |       |  |  |                                          |  |  |                                              |  |
|                                                 |                               | Johanna Margarethe von Schwendi                                          |                                                        |  |  |       |  |  |                                          |  |  |                                              |  |